# Duffy, le renard de Tanger
Pour les articles homonymes, voir Duffy.
Pour plus de détails, voir Fiche technique et Distribution.
Duffy, le renard de Tanger (titre original : Duffy) est un film américano-britannique réalisé par Robert Parrish et sorti en 1968.

## Synopsis
Stéphane et Anthony, deux demi-frères, demandent à Duffy de dérober une somme importante à leur père, le riche Calvert, qui réside à Tanger. Mais Duffy découvre qu'il est en fait le pion d'une surprenante magouille mise au point par Calvert lui-même...

## Fiche technique
- Titre original : Duffy
- Réalisation : Robert Parrish
- Scénario : Harry Joe Brown Jr. d'après une histoire de Donald Cammell, Harry Joe Brown Jr. et Pierre de la Salle
- Photographie : Otto Heller
- Montage : Willy Kemplen et Alan Osbiston
- Musique : Ernie Freeman
- Costumes : Yvonne Blake
- Producteur : Martin Manulis
- Société de production : Columbia Pictures
- Pays d'origine :  États-Unis,  Royaume-Uni
- Langue : Anglais
- Format : Couleur (Technicolor) — 35 mm — 1,78:1 — Son : Mono  (Westrex Recording System)
- Genre : Comédie, Film policier, Film d'aventure
- Durée : 101 minutes (1 h 41)
- Dates de sortie :
  - États-Unis :  16 septembre 1968 (New York)
  - France : 25 décembre 1968
- Affiche : Jean Mascii (France)

## Distribution
- James Coburn (VF : Serge Sauvion) : J. Duffy
- James Mason (VF : Albert Médina) : Charles Calvert
- James Fox (VF : Michel Roux) : Stéphane Calvert
- Susannah York (VF : Anne Jolivet) : Ségolène
- John Alderton : Anthony Calvert
- Guy Deghy (VF : Pierre Collet) : Capitaine Schallert
- Carl Duering (VF : Michel Roux) : Bonivet
- Tutte Lemkow (VF : Bernard Tiphaine) : Spaniard
- Marne Maitland (VF : Gérard Hernandez) : Abdul
- André Maranne : Garain
- Barry Shawzin : Bakirgian
- Julie Mendez : la danseuse